# Маркова (Тернопольская область)
Маркова (укр. Маркова) — село в Монастырисской городской общине Чортковского района Тернопольской области Украины.
До 2020 года входило в Монастырисский район.
Расположено на реке Золотая Липа (приток Днестра).
Население по переписи 2001 года составляло 504 человека. Почтовый индекс — 48313. Телефонный код — 3555.